# Sandra Dodet
Sandra Dodet (23 de agosto de 1996) es una deportista francesa que compite en triatlón.
Ganó dos medallas en el Campeonato Europeo de Triatlón de 2019, oro en el relevo mixto y plata en la prueba individual, y una medalla de oro en el Campeonato Europeo de Triatlón de Velocidad de 2024.

## Palmarés internacional
| Campeonato Europeo | Campeonato Europeo   | Campeonato Europeo | Campeonato Europeo |
| Año                | Lugar                | Medalla            | Prueba             |
| ------------------ | -------------------- | ------------------ | ------------------ |
| 2019               | Weert (Países Bajos) | Medalla de oro     | Relevo mixto       |
| 2019               | Weert (Países Bajos) | Medalla de plata   | Individual         |

| Campeonato Europeo | Campeonato Europeo  | Campeonato Europeo | Campeonato Europeo |
| Año                | Lugar               | Medalla            | Prueba             |
| ------------------ | ------------------- | ------------------ | ------------------ |
| 2024               | Balıkesir (Turquía) | Medalla de oro     | Individual         |